# Primera B 2017 (Cile)
La Primera B 2017, conosciuta anche con il nome Campeonato de Transición Loto 2017 per ragioni di sponsor, è stata la 64ª edizione della seconda serie calcistica del campionato cileno, organizzata dalla federazione cilena. Al campionato partecipano 16 squadre, che si affrontano in un girone all'italiana. Il campionato è iniziato il 30 luglio 2017, concludendosi il 14 novembre dello stesso anno.

## Squadre partecipanti
- Barnechea
- Cobreloa
- Cobresal
- Coquimbo Unido
- Dep. Copiapó
- Dep. La Serena
- Dep. Puerto Montt
- Dep. Valdivia
- Iberia Los Angeles
- Magallanes
- Ñublense
- Rangers de Talca
- San Marcos de Arica
- Santiago Morning
- Unión La Calera
- Unión San Felipe

## Classifica
|  | Pos. | Squadra             | Pt | G  | V  | N | P | GF | GS | DR  |
|  | ---- | ------------------- | -- | -- | -- | - | - | -- | -- | --- |
|  | 1.   | Unión La Calera     | 34 | 15 | 10 | 4 | 1 | 25 | 11 | +14 |
|  | 2.   | Dep. Copiapó        | 26 | 15 | 8  | 2 | 5 | 24 | 18 | +6  |
|  | 3.   | Cobreloa            | 23 | 15 | 7  | 2 | 6 | 30 | 28 | +2  |
|  | 4.   | Coquimbo Unido      | 22 | 15 | 6  | 4 | 5 | 18 | 16 | +2  |
|  | 5.   | Barnechea           | 22 | 15 | 6  | 4 | 5 | 26 | 25 | +1  |
|  | 6.   | Magallanes          | 21 | 15 | 6  | 3 | 6 | 18 | 19 | −1  |
|  | 7.   | Dep. Puerto Montt   | 21 | 15 | 6  | 3 | 6 | 18 | 20 | −2  |
|  | 8.   | Cobresal            | 20 | 15 | 6  | 2 | 7 | 23 | 20 | +3  |
|  | 9.   | Unión San Felipe    | 20 | 15 | 4  | 8 | 3 | 14 | 14 | 0   |
|  | 10.  | San Marcos de Arica | 20 | 15 | 5  | 5 | 5 | 20 | 21 | −1  |
|  | 11.  | Dep. La Serena      | 19 | 15 | 5  | 4 | 6 | 20 | 20 | 0   |
|  | 12.  | Ñublense            | 18 | 15 | 4  | 6 | 5 | 11 | 13 | −2  |
|  | 13.  | Iberia Los Angeles  | 18 | 15 | 5  | 3 | 7 | 25 | 28 | −3  |
|  | 14.  | Santiago Morning    | 17 | 15 | 4  | 5 | 6 | 17 | 23 | −6  |
|  | 15.  | Dep. Valdivia       | 15 | 15 | 4  | 3 | 8 | 11 | 17 | −6  |
|  | 15.  | Rangers de Talca    | 13 | 15 | 3  | 4 | 8 | 14 | 21 | −7  |

      Promossa in Primera División 2018.
  Ammesse ai play-off.
      Retrocessa in Segunda División 2018.

## Play-Off
Ai Play-off promozione partecipano tre squadre: il Santiago Wanderers, come ultima squadra nella tabella media della stagione 2016-2017 della Primera Division, il San Marcos de Arica, come seconda nella stagione 2016-2017 della Primera B e i primi classificati di questa stagione, l'Unión La Calera. Si affrontano per primi le due squadrer della Primera B, per poi affrontare la squadra di Primera Division.

### Primo turno
| Squadra 1       | Totale | Squadra 2           | Andata | Ritorno |
| --------------- | ------ | ------------------- | ------ | ------- |
| Unión La Calera | 2 - 1  | San Marcos de Arica | 0 - 1  | 2 - 0   |

### Finale
| Squadra 1          | Totale             | Squadra 2       | Andata | Ritorno |
| ------------------ | ------------------ | --------------- | ------ | ------- |
| Santiago Wanderers | 1 - 1 (4-5 d.c.r.) | Unión La Calera | 1 - 0  | 0 - 1   |

## Retrocessione
La retrocessione è stata determinata calcolando la media dei punti guadagnati nelle ultime due stagioni: La squadra con la media più bassa viene retrocessa.
| Pos. | Club                | 2016-17 | 2017 | Totale | Giocate | Media |
| ---- | ------------------- | ------- | ---- | ------ | ------- | ----- |
| 1.   | San Marcos de Arica | 50      | 20   | 70     | 43      | 1.628 |
| 2.   | Coquimbo Unido      | 43      | 22   | 65     | 43      | 1.512 |
| 3.   | Cobreloa            | 41      | 23   | 64     | 43      | 1.488 |
| 4.   | Barnechea           | —       | 22   | 22     | 15      | 1.467 |
| 5.   | Dep. La Serena      | 40      | 19   | 59     | 43      | 1.372 |
| 6.   | Santiago Morning    | 42      | 17   | 59     | 43      | 1.372 |
| 7.   | Dep. Copiapó        | 32      | 26   | 58     | 43      | 1.349 |
| 8.   | Cobresal            | —       | 20   | 20     | 15      | 1.333 |
| 9.   | Magallanes          | 36      | 21   | 57     | 43      | 1.326 |
| 10.  | Rangers de Talca    | 40      | 13   | 53     | 43      | 1.233 |
| 11.  | Unión San Felipe    | 32      | 20   | 53     | 43      | 1.233 |
| 12.  | Dep. Puerto Montt   | 31      | 21   | 52     | 43      | 1.209 |
| 13.  | Unión La Calera     | 18      | 34   | 52     | 43      | 1.209 |
| 14.  | Ñublense            | 29      | 18   | 47     | 43      | 1.093 |
| 15.  | Dep. Valdivia       | 32      | 15   | 47     | 43      | 1.093 |
| 16.  | Iberia Los Angeles  | 28      | 18   | 46     | 43      | 1.07  |